# Niederländisches Haus (Leipzig)

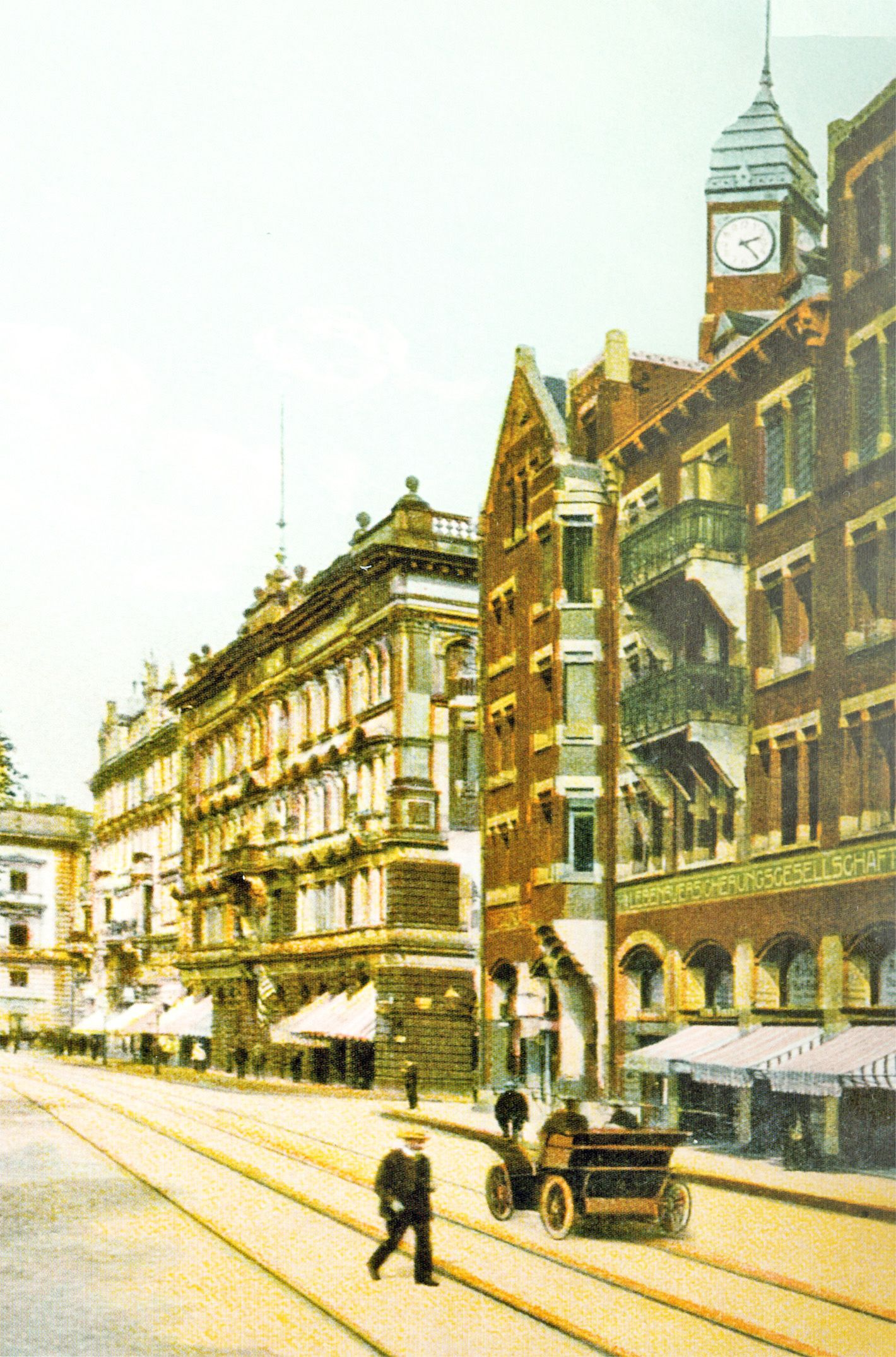
Niederländisches Haus (rechts, 1908)

Niederländisches Haus (1903)

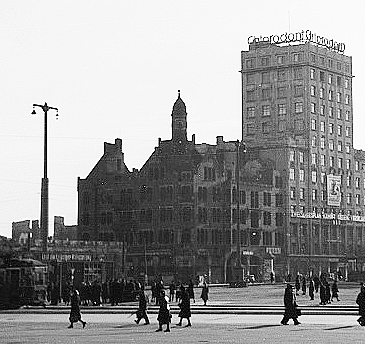
Ruine des Niederländischen Hauses, daneben das Europahaus (um 1947)

Das Niederländische Haus war ein Büro- und Geschäftshaus in Leipzig, es befand sich an der Südostseite des Augustusplatzes auf dem Eckgrundstück Augustusplatz 8 / Johannisgasse 2.
Das 1901 bis 1903 errichtete Gebäude war der einzige in Deutschland ausgeführte Bau von Hendrik Petrus Berlage, einem der bedeutendsten niederländischen Architekten zu Beginn des 20. Jahrhunderts. Als sein Hauptwerk gilt das sich durch seine Sachlichkeit und Funktionsorientiertheit auszeichnende ehemalige Gebäudes der Amsterdamer Börse, das heute unter dem Namen Beurs van Berlage bekannt ist.
Berlage war der bevorzugte Architekt der niederländischen Versicherungsgesellschaften Algemeene Maatschappij van Levensverzekering en Lijfrente (Lebensversicherung) und De Nederlanden van 1845 (Feuer- und Lebensversicherung). Als die Algemeene Maatschappij van Levensverzekering en Lijfrente eine deutsche Niederlassung eröffnen wollte, entschied sie sich für Leipzig als Sitz der Niederländischen Lebensversicherungs-Gesellschaft für Deutschland. Die Planungen übernahm Berlage. Sein Entwurf lag in zeitlicher Nähe zum Bau der Beurs van Berlage (1896–1903), als deren „kleine Schwester“ das Niederländische Haus angesehen wird.
Den Bau bestimmten klare Formen mit wenigen Schmuckelementen, die Fassade war in Backstein gestaltet, unterbrochen durch Granitpfeiler im Erdgeschoss sowie Stürze aus Sandstein in den Obergeschossen. Ein durch Arkaden gegliedertes, lichtdurchflutetes Treppenhaus befand sich im Innern. Die Räume im Erdgeschoss waren für den Einzelhandel bestimmt. Die Bauweise mit modernen Materialien, zusammen mit der strikten Abkehr vom Historismus war zunächst umstritten.
Direkt südlich angrenzend an das Niederländische Haus entstand 1928/1929 das Europahaus von Otto Paul Burghardt.
Nach der Machtübernahme durch die Nationalsozialisten erwarb der Unternehmer Kurt Herrmann das Gebäude und machte es zum Sitz seiner Firma Architektur- und Ingenieur-Büro und Grundstücksverwaltung Dr.-Ing. Kurt Herrmann, auch die Revisionsabteilung seines Universalverlags W. Vobach & Co. – Bernhard Meyer – Curt Hamel und die Vobach-Schnitt GmbH hatten dort ihren Sitz. Ebenfalls im Haus waren der NS-Gauverlag Sachsen und die Neue Leipziger Tageszeitung.
Das Niederländische Haus erlitt im Zweiten Weltkrieg schwere Schäden. Mitte der 1950er Jahre wurde es abgebrochen. An seiner Stelle wurde 1964 das Hotel Deutschland (später Interhotel am Ring, heute Radisson Blu Hotel) eröffnet. Es erstreckt sich bis zum Grimmaischen Steinweg, die Johannisgasse wurde damit zur Sackgasse.